# Ronald Sega
Ronald Micheal Sega (Cleveland, 4 dicembre 1952) è un ex astronauta e ingegnere statunitense. Ha partecipato alle missioni spaziali Shuttle STS-60 e STS-76 come specialista di missione.